# Ramphastos citrolaemus
El tucán de garganta amarilla (Ramphastos citrolaemus) es una especie de ave del género Ramphastos. Este tucán habita en zonas selváticas del noroeste de Sudamérica. Nidifica en huecos en troncos o ramas de árboles. Se alimenta de frutos, invertebrados y pequeños vertebrados.

## Distribución y hábitat
Vive en ambientes de selva tropical al nororiente de Colombia y noroccidente de Venezuela.

## Taxonomía
Este taxón fue descrito originalmente en el año 1844 por el naturalista y ornitólogo inglés John Gould.
Durante décadas fue tratado como formando una subespecie de la especie R. vitellinus, es decir, Ramphastos vitellinus citrolaemus. Para mediados del año 2014 se lo considera una especie plena, bajo un concepto más amplio que el de la especie biológica, tal como es el de especie filogenética.
Características
Se lo distingue por su pico negro con el borde superior verde, la base del pico es celeste, y se ensancha hacia abajo, con dos sectores pequeños basales naranjas. Las supracaudales son amarillas, mientras que las subcaudales son rojas. La garganta y el pecho presentan tonos amarillos, con apenas una banda roja estrecha que separa el vientre negro. El área desnuda alrededor del ojo es celeste fuerte, el que pasa a una tonalidad más clara al alejarse, mezclándose con el blanco del área subocular.

## Estado de conservación
En la Lista Roja elaborada por la Unión Internacional para la Conservación de la Naturaleza (UICN) este taxón es categorizado como “bajo preocupación menor”.